# Verbos do esperanto
Os verbos do esperanto têm 4 modos: indicativo, infinitivo, condicional, imperativo. Só variam quanto a tempo.

## Modos e Conjugação Verbal
Modo Infinitivo: Os verbos no modo infinitivo, isto é, quando indicam a ideia geral da ação, apresentam a terminação "-i":
- lerni: aprender.
- esti: ser/estar.
- trinki: beber.
- fermi: fechar.

Modo Indicativo: nesse modo temos três tempos: pretérito, presente e futuro:
Para o pretérito temos a terminação "-is".
Para o presente temos a terminação "-as".
Para o futuro temos a terminação "-os".
- mi legas: eu leio.
- vi estis: tu foste/eras, estavas/estiveras, você foi/era, estava/estivera, vós fostes/éreis, estáveis/estivéreis, vocês foram/eram, estavam/estiveram
- ni kantos: nós cantaremos.

Não existe variação quanto a gênero ou a número, somente quanto a tempo, portanto temos:
- mi estas: eu sou/estou.
- vi estas: tu és/estás, você(s) é(são)/está(estão), vós sois/estais.
- ci estas: tu és/estás (obsoleto).
- li estas: ele é/está.
- ŝi estas: ela é/está.
- ĝi estas: ele/ela (não-humano) é/está.
- ili estas: eles são/estão.
- oni estas: é-se/está-se, são-se/estão-se.

A terminação do pretérito perfeito, o sufixo "-adis", está obsoleta e nunca foi utilizada em prática:
- mi kantis: eu cantei.
- mi kantadis: eu cantava.

Mais detalhes sobre ela podem ser encontrados nos afixos do esperanto.
No Modo Imperativo, usamos a terminação "u":
- vi estu: sê, seja(m), sede.
- ni ripozu: descansemos, repousemos.
- li/ŝi/ĝi kantu: ele/ela cante.

No Modo Condicional, usamos a terminação "us":
- mi amus: eu amaria.
- vi amus: tu amarias, você(s) amaria(m), vós amaríeis.
- li/ŝi/ĝi estus: ele/ela seria/estaria.
- ni estus: nós seríamos/estaríamos.
- ili laborus: eles trabalhariam.

Devido ao fato de a terminação verbal não variar quanto ao sujeito, o verbo deve sempre estar acompanhado de um pronome, assim como nas línguas germânicas e no francês, exceto pelos verbos impessoais, tais como "pluvi" e "neĝi", "chover" e "nevar", respectivamente, que não levam um sujeito explícito.
- (Vi) vidu! Neĝas!: Vê/veja(m)/vede! Está nevando!

Exemplo de conjugação verbal em esperanto, usando o verbo fari (fazer):
| Presente : -as Mi faras Vi faras Ci faras Li faras Ŝi faras Ĝi faras Ni faras Vi faras Ili faras Oni faras | Pretérito : -is Mi faris Vi faris Ci faris Li faris Ŝi faris Ĝi faris Ni faris Vi faris Ili faris Oni faris | Futuro : -os Mi faros Vi faros Ci faros Li faros Ŝi faros Ĝi faros Ni faros Vi faros Ili faros Oni faros | Condicional : -us Mi farus Vi farus Ci farus Li farus Ŝi farus Ĝi farus Ni farus Vi farus Ili farus Oni farus | Imperativo : -u Mi faru Vi faru Ci faru Li faru Ŝi faru Ĝi faru Ni faru Vi faru Ili faru Oni faru |

## Particípios da Voz Ativa e Passiva
Em esperanto, tantos os particípios da voz passiva como ativa possuem três tempos, e ainda a possibilidade de serem usados como substantivos, adjetivos e advérbios.

## Particípios da voz ativa
Em português temos a forma verbal terminada em ndo, essa forma é chamada de gerúndio, ou particípio presente. Fazendo, cantando, aprendendo, lendo, comendo, aumentando, são exemplos de gerúndio.
A forma adjetiva, terminada em nte, quase desapareceu na língua portuguesa, mas deixou alguns adjetivos ainda usados, alguns exemplos são: ouvinte, errante, agonizante, poente, crente, seguinte, contribuinte, sobrevivente, etc. Nessa forma não temos indicação de tempo.
Em Esperanto temos uma terminação para cada tempo:
- Passado: int.
- Presente: ant.
- Futuro: ont.

Para exemplificar, em português, aquele que contribui é um contribuinte. Em esperanto podemos ter:
- Kontribui: Contribuir
- Kontribuinta membro: Membro que contribuiu.
- Kontribuanta membro: Contribuinte/ membro que está contribuindo.
- Kontribuonta membro: Membro que contribuirá.
- Vojaĝi: viajar.
- Vojaĝinta persono: Pessoa que estava viajando/ que viajou.
- Vojaĝanta persono: Pessoa viajante/ pessoa que está viajando.
- Vojaĝonta persono: Pessoa que estará viajando/ que viajará.

Temos ainda as formas substantivas:
- Vojaĝinto: (Um) viajante/ que viajou.
- Vojaĝanto: (Um) viajante/ que está viajando.
- Vojaĝonto: (Um) viajante/ que viajará.

E as formas adverbiais, que por terem uma tradução não muito fácil, estão em exemplos:
- Vojaĝinte: vojaĝinte, li estis tre laca: Tendo viajado, ele estava muito cansado.
- Vojaĝante: vojaĝante, li estis tre ĝoja: Viajando, ele estava muito feliz.
- Vojaĝonte: vojaĝonte, li estis tre anksia: Estando para/indo viajar, ele estava muito ansioso.

Pode-se notar que usou-se nos exemplos o verbo esti, conjugado no passado estis, mas poderiamos usar os três tempos, que combinados com os três tempos dos particípos gerariam nove combinaçãos diferentes, isso pode ser brevemente visto:
- li estis vojaĝinta: Ele era "alguem que viajou/ que estará viajando".
- li estis vojaĝanta: Ele estava viajando/ era um viajante.
- li estis vojaĝonta: Ele era "alguem que estava para viajar/ que estaria viajando"
- li estas vojaĝinta: Ele é "alguem que viajou/ que estará viajando".
- li estas vojaĝanta: Ele está viajando/ é um viajante.
- li estas vojaĝonta: Ele é "alguem que viajará/ que estará viajando".
- li estos vojaĝinta: Ele será "alguem que viajou/ que esteve viajando".
- li estos vojaĝanta: Ele estará viajando/ será um viajante.
- li estos vojaĝonta: Ele será "alguem que viajará/ que estará viajando".

Vale lembrar-se de que, em esperanto, o uso do particípio da voz ativa não é tão frequente como na língua portuguesa, assim, não se diria: Mi estas skribanta (Eu estou escrevendo), mas mi skribas (eu escrevo).

## Particípios da voz passiva
Os verbos que dizem que algo/alguém faz alguma ação são verbos de voz ativa. Os verbos que dizem que algo/alguém sofre alguma ação são verbos de voz passiva.
Exemplos:
- Voz ativa:
  - A escola educa os alunos.
  - A educação melhora as pessoas.
  - A alegria contagia a todos.
- Voz passiva:
  - Os alunos são educados pela escola.
  - As pessoas são melhoradas pela educação.
  - Todos são contagiados pela alegria.

Como podemos observar, na voz passiva vemos o verbo 'ser/estar seguidos do particípio passado, em esperanto igualmente é usado o verbo esti, mas se utilizam três tempos para o particípio da voz passiva. Exemplificando com o verbo fari (fazer):
- Farita: o que foi (ou fora, tinha/está sido) feito.
- Farata: o que é (ou está sendo) feito.
- Farota: a ser feito.

Combinando os tempos do verbo esti com os particípios da voz passiva nos seus três tempos, temos as nove combinações:
- Studi la libron: Estudar o livro.
- La libro estis studita: O livro fora (havia sido) estudado.
- La libro estis studata: O livro estava sendo estudado.
- La libro estis studota: O livro estava para ser estudado
- La libro estas studita: O livro foi estudado.
- La libro estas studata: O livro é estudado/ está sendo estudado.
- La libro estas studota: O livro está para ser estudado.
- La libro estos studita: O livro estará estudado.
- La libro estos studata: O livro será estudado/ estará sendo estudado.
- La libro estos studota: O livro estará para ser estudado.

Mas por quem o livro é estudado? Para indicar executor da ação, usamos a preposição de, assim:
- La libro est(is/as/os) stud(it/at/ot)a de Pedro.
- Esperanto estas farita de Zamenhof: O esperanto foi feito por Zamenhof.
- Mia koro estas vundata de vi: Meu coração é ferido por ti/você(s)/vós.

Assim como na voz ativa, podemos derivar substantivos, advérbios e etc. Alguns exemplos:
- Substantivos:
- La vundito: O ferido (que foi ferido).
- La ekzilato: O exilado (que está exilado).
- La ekzekutoto: O que está para ser executado.
- Advérbios:
- Vundite, li ne povas mortigi la dragono: (Tendo sido) ferido, ele não pode matar o dragão.
- Ekzilate, ŝi skribis pri la beleco de ŝia patrolando: Estando exilada, escreveu sobre a beleza da sua patria.
- Ekzekutote, li pendis, petis la pardonon, kaj estis pardonita; li vivas ankoraŭ: Estando para ser executado, ele se arrependeu, pediu perdão, e foi perdoado; vive até agora.

Os verbos intransitivos não têm voz passiva, ninguém "é morrido" nem "é dormido". Em Esperanto, podemos transformar um verbo intransitivo em um verbo transitivo, e vice-versa, usando os sufixos iĝ e ig (estudados detalhadamente na seção dos afixos), para exemplificar:
- Morti: morrer, verbo intransitivo.
  - Mortinta, mortanta, mortonta: Morto, morrendo, estando para morrer.
- Mortigi: matar, verbo transitivo.
  - Mortigita, mortigata, mortigota: Morto (por alguém), sendo morto, estando para ser morto.
- Veki: acordar, verbo transitivo.
  - Vekita, vekata, vekota: Acordado (por alguém), sendo acordado, estando para ser acordado.
- Vekiĝi: acordar-se, verbo intransitivo.
  - Vekiĝinta, vekiĝanta, vekiĝonta: Acordado (se acordou), acordando, estando para acordar.